# Dynastie sulayhide
La dynastie Sulayhide ( arabe : بَنُو صُلَيْح (Banū Ṣulayḥ) est une dynastie arabe chiite ismaélienne fondée en 1047 par Ali ibn Muhammad al-Sulayhi qui dirigeait la majeure partie du Yémen historique à son apogée. Les Sulayhides apportèrent au Yémen une paix et une prospérité inconnues depuis l'époque himyaritique. Le régime était confédéré avec le califat fatimide basé au Caire et était un ennemi constant des Rassides – les dirigeants chiites zaïdis du Yémen tout au long de son existence. La dynastie s'est terminée avec l'affiliation d'Arwa al-Sulayhi à la secte Taiyabi Ismaili, par opposition à la secte Hafizi Ismaili à laquelle ont adhéré les autres dynasties ismaili telles que les Zurayids et les Hamdanides.

## Origines
Les Sulayhids sont issus du clan arabe yéménite des Banu Salouh, descendants de la tribu al-Hajour, descendants de la tribu Hashid, descendants des Hamdanides.

## Montée
Les premiers missionnaires ismaéliens, Ibn Hawshab et Ali ibn al-Fadl al-Jayshani, apparaissent au Yémen en 881, trente ans avant l'établissement du califat fatimide. Leur croyance se diffuse parmi les tribus montagnardes au début du Xe siècle. Durant cette période, Ibn al-Fadl réussit à conquérir San'a et les hauts plateaux du centre en 905, tandis qu'Ibn Hawshab s'établit à Shibam Kawkaban. Néanmoins, ce régime est battu par la dynastie indigène renaissante des Yu'firides en 916, après la mort d'Ibn al-Fadl en 915.
Malgré cet échec, la mission des Fatimides continue. Le da'i (chef) fatimide du Yémen, Sulayman az-Zawahi, se lie d'amitié avec un jeune homme de la région montagneuse de Haraz au sud-ouest de San'a, Ali bin Muhammad as-Sulayhi (mort en 1067 ou peut-être en 1081). Ali est le fils d'un chef sunnite respecté mais néanmoins sensible aux doctrines et décrets des Fatimides. En 1046, Ali fut finalement converti au credo ismaili et fut nommé khalifa au sein de la da'wa (diffusion du credo). En 1047, il rassembla une force armée à Haraz et fonda ainsi la dynastie Sulayhid (1047-1138). Dans les années suivantes, son régime réussit à soumettre tout le Yémen. Le dirigeant des Najahids de la plaine de Tihaman fut empoisonné en 1060 et sa capitale, Zabid, fut prise par les Sulayhids. Le premier souverain Sulayhid conquit l'ensemble du Yémen en 1062 et se dirigea vers le nord pour occuper le Hedjaz. Pendant un temps, les Sulayhids nommèrent les émirs de la Mecque. Ali contrôlait également San'a depuis 1063, après avoir mené à bien les combats contre les Zaidiyyah. San'a devint la capitale de son royaume. Les Manides d'Aden furent vaincus en 1062 et contraints de payer tribut. Ali as-Sulayhi a nommé les gouverneurs de Tihama, d'al-Janad (proche de Ta'izz ) et d'at-Ta'kar (proche d'Ibb ).

## Ahmad Al-Mukarram

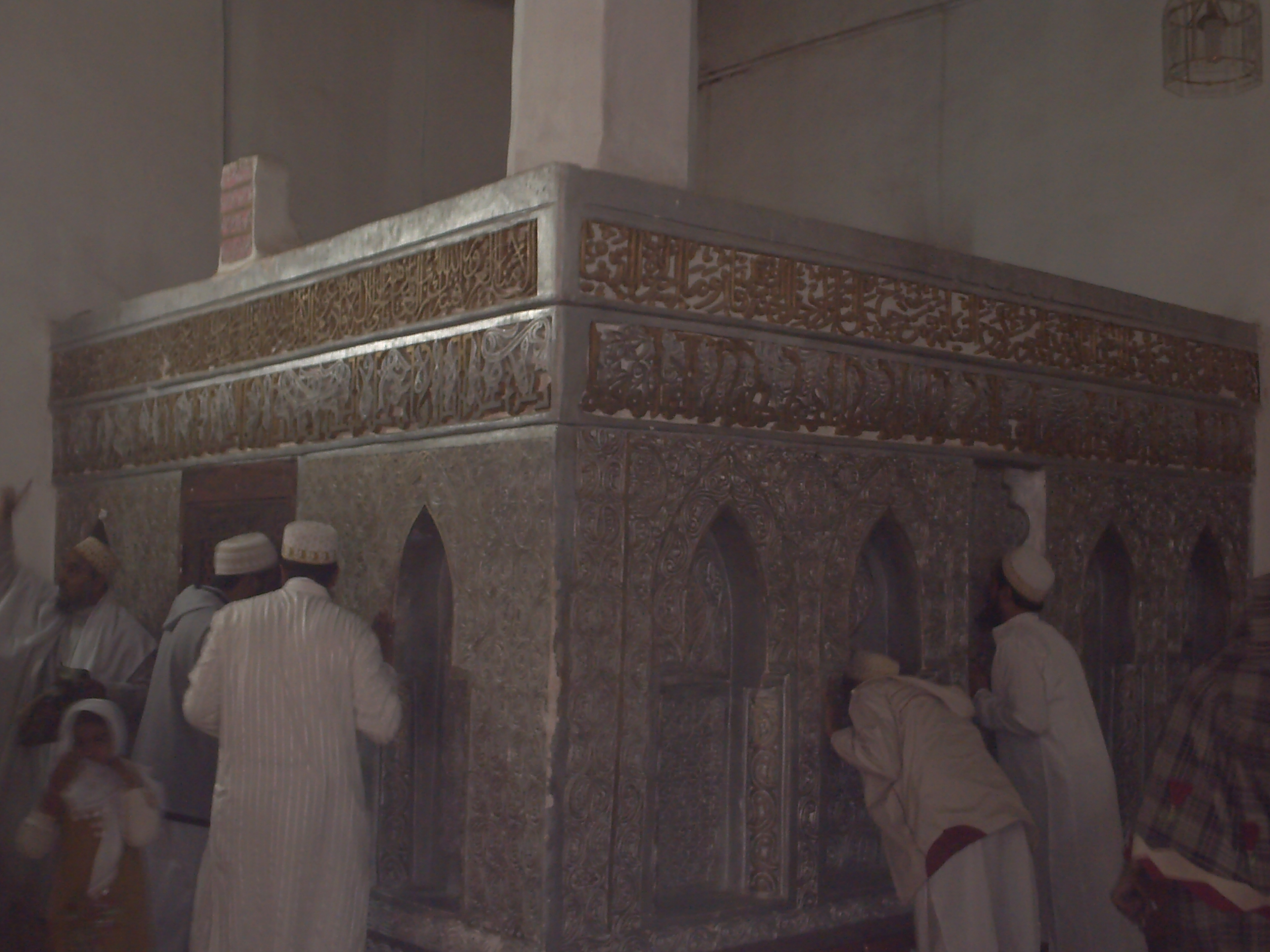
Mausolée de Hurrat-ul-Malaika Arwa — dans la mosquée de la Reine Arwa, Jibla, Yemen.

Ali as-Sulayhi est assassiné par des proches des Najahides qu'il a précédemment vaincus ; la date est diversement donnée comme 1067 ou 1081. Son fils Ahmad  al-Mukarram lui succède sur le trône. Le début de son règne n'est pas documenté de manière satisfaisante, mais la zone contrôlée par les Sulayhides est sévèrement réduite, peut-être jusqu'à la région de San'a. Après quelques années, Ahmad al-Mukaram sauve sa mère Asma bint Shihab qui avait été capturée par les Najahides, et les armées Sulayhides regagnent une grande partie du territoire. Il ne peut certes pas empêcher les Najahides de rester en dehors de son pouvoir dans la Tihamah, mais les Sulayhides restent néanmoins la dynastie le plus puissant du Yémen.
À Aden, les Zurayides, une autre dynastie ismaélienne, accèdent au pouvoir en 1083, d'abord comme affluents des Sulayhides. Le règne d'Ahmad al-Mukaram prend fin en 1086 lorsqu'il confie la gouvernance à son épouse Arwa. Il se peut néanmoins qu’il ait exercé une certaine influence par derrière au cours des prochaines années. Il meurt dans la forteresse d'Ashyah en 1091.

## Reine Arwa

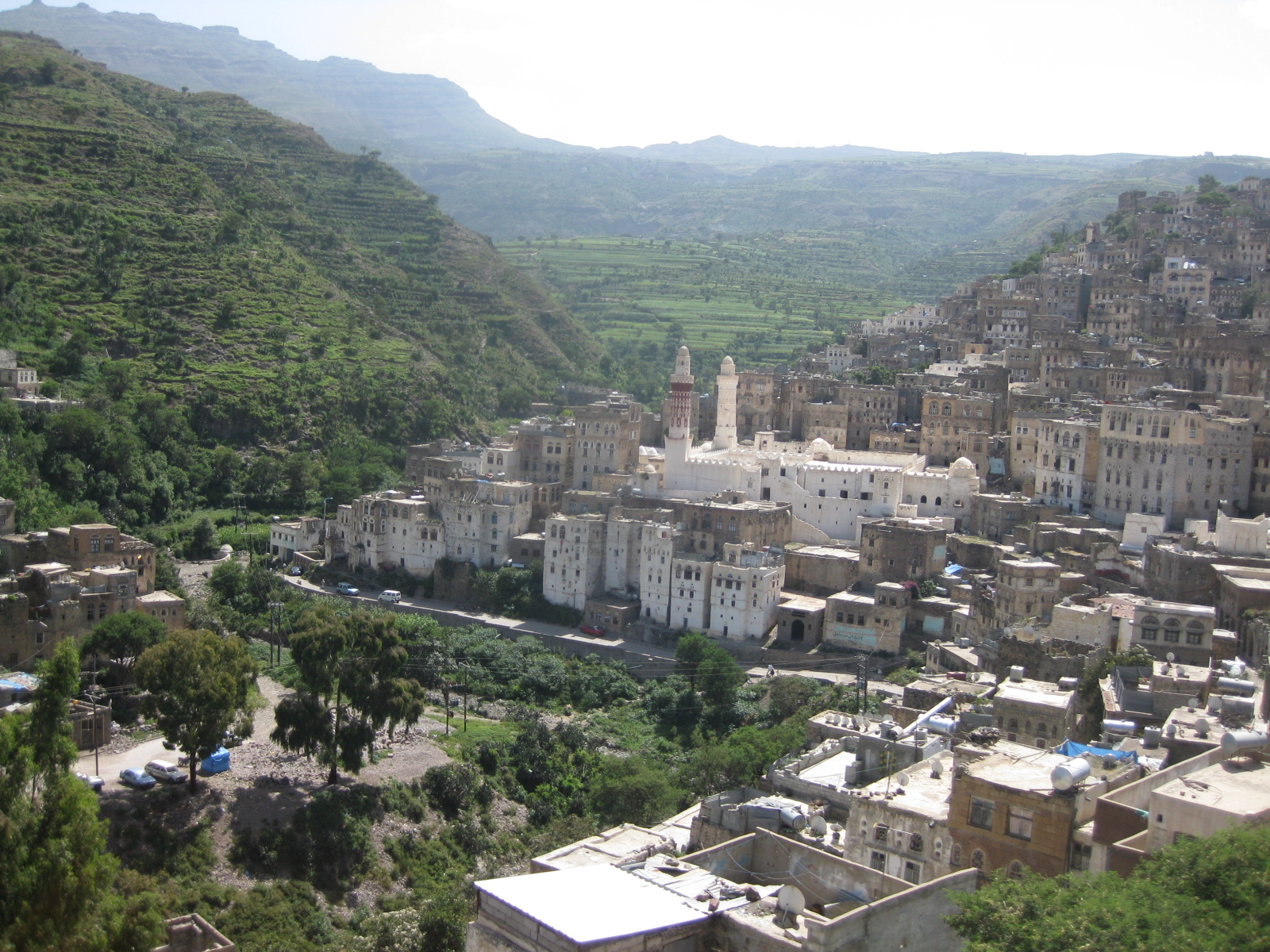
La mosquée de la Reine Arwa à Jibla, au milieu des montagnes de Sarat au Yémen.

Arwa al-Sulayhi a donné quatre enfants à Ahmad Al-Mukarram, mais aucun d'entre eux ne prend une part active à la politique. La nouvelle reine est reconnue par les Fatimides d'Égypte comme le suzerain des différents rois yéménites. Elle établit sa capitale à Jibla plutôt qu'à Sanaa vers 1087. La reine Arwa est connue comme une dirigeante exceptionnelle, voire l’une des reines dirigeantes les plus renommées du monde islamique. Elle gouverne avec l’aide d’une succession de puissants sbires. Le premier est Saba' bin Ahmad, un cousin éloigné des Sulayhides qui épouse officiellement la reine Arwa. Mais le mariage n’a probablement pas été consommé. Il combat vigoureusement les Najahides dans les basses terres et meurt en 1098. Après sa disparition, Sanaa est perdue au profit des Sulayhides. Le second est Al-Mufaddal bin Abi'l-Barakat (mort en 1111) qui gouverne depuis at-Ta'kar, une immense forteresse de montagne au sud de la capitale Jibla, et est également actif sur le terrain contre les Najahides. Le troisième est Ibn Najib ad-Dawla qui arrive au Yémen en 1119 en provenance d'Égypte, y étant envoyé par le calife fatimide. Il réussit à pacifier une grande partie du sud du Yémen et à repousser les Najahids. Voyant la reine trop âgée pour régner sur les territoires, Ibn Najib tente un coup d'État en 1125. Cependant, il est vaincu et renvoyé en Égypte dans une cage en bois et mourut en chemin. Les dernières années du règne de la reine Arwa sont mal documentées. Avec sa mort en 1138, il ne reste plus personne de la dynastie et l'ère Sulayhide prend fin.

## Liste des monarques
- Ali as-Sulayhi (en) (1047-1067 ou 1081)
  - Asma bint Shihab, co-dirigeante
- Al-Mukarram Ahmad (1067 ou 1081-1086)
- Arwa bint Ahmad (1086-1138)
  - Abd al-Mustansir, co-dirigeant
  - Saba' al-Sulayhi, co-dirigeant